# Kazakhbeyli
Kazakhbeyli är en ort i Azerbajdzjan.   Den ligger i distriktet Qazach, i den västra delen av landet, 400 km väster om huvudstaden Baku. Kazakhbeyli ligger 340 meter över havet och antalet invånare är 1 158.
Terrängen runt Kazakhbeyli är huvudsakligen platt, men västerut är den kuperad. Närmaste större samhälle är Çaylı, 4,0 km söder om Kazakhbeyli.
Trakten runt Kazakhbeyli består till största delen av jordbruksmark. Runt Kazakhbeyli är det ganska tätbefolkat, med 72 invånare per kvadratkilometer.